# Ван ден Спигель, Адриан

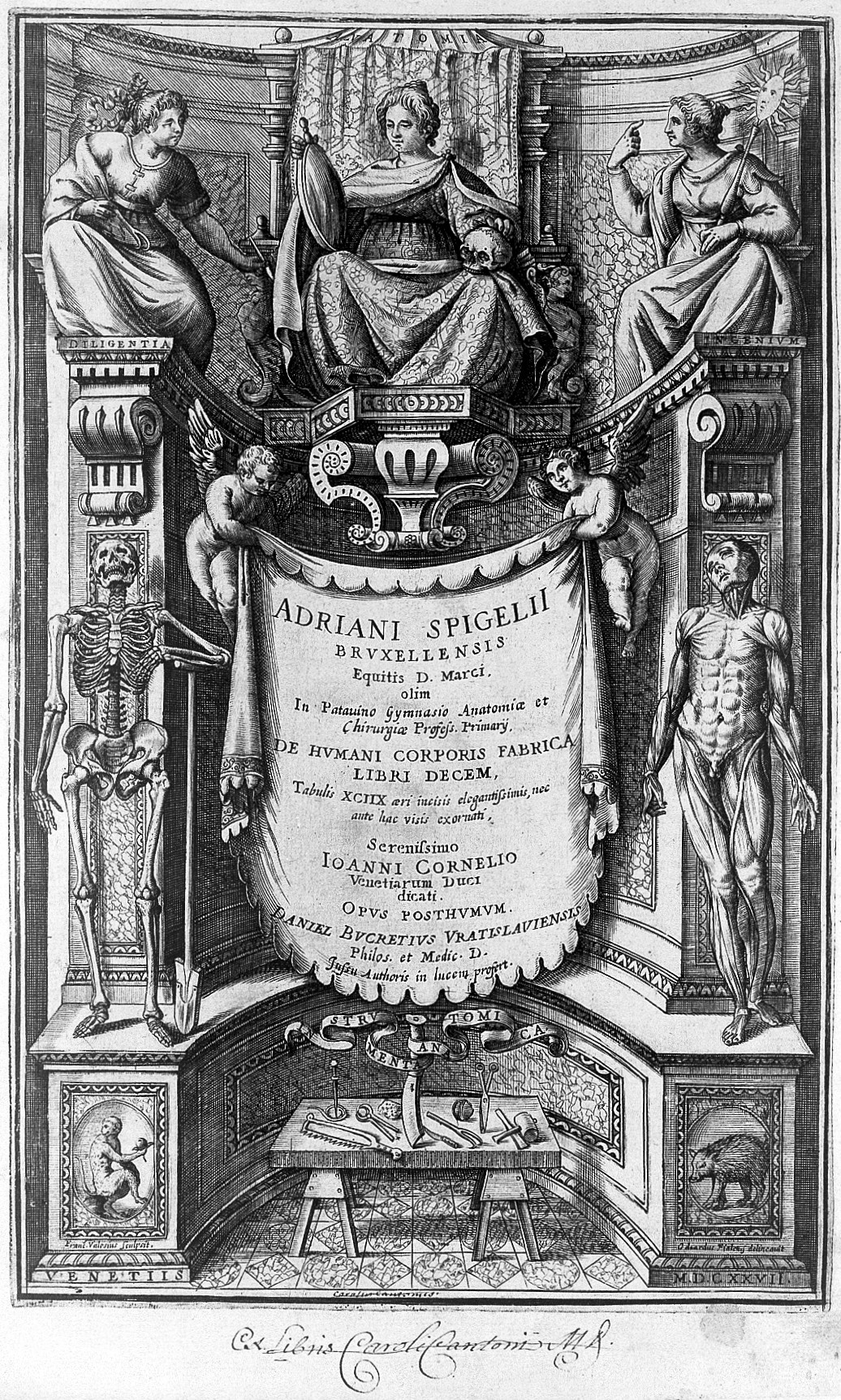
Титульный лист книги «De humani corporis fabrica»

Адриан ван ден Спигель (итал. Adriaan van den Spieghel; 1578—1625) — итальянский (венецианский) анатом и хирург фламандского происхождения. Свои латинские труды он подписывал: Adrianus Spigelius, в Италии его называли Adriano Spigelio.

## Биография
Родился в Брюсселе (тогда Южные испанские Нидерланды)  в семье врача-хирурга. Изучал медицину в Лувене, анатомию в Падуе у И. Фабриция из Аквапенденте. Профессор анатомии в Венеции, государственный врач в Моравии. С 1609 по 1625 год — профессор анатомии в Падуе, где пользовался исключительным уважением как врач.

## Научная деятельность
Его исследования касались широкого диапазона медицинских тем — кровеносные сосуды, нервная система, анатомия печени, кишечные паразиты и др. Грыжа Спигеля (Шпигеля) названа в его честь.
В 1624 году в трактате «De semitertiana libri» Спигель дал первое всеобъемлющее описание малярии.
В 1627 году вышел (посмертно) его основной труд по анатомии человека — «De humani corporis fabrica libri X tabulis aere icisis exornati». Название перекликается с написанным столетием ранее трудом Везалия «De humani corporis fabrica», и книга должна была отразить новые достижения в анатомии.
Ван ден Спигель внёс также вклад в ботанику. В его честь назван род Спигелия (около 60 видов).

## Основные труды
- De lumbrico lato liber. 1618.
- De semitertiana Patavino feliciter absolutae. 1624.
- De formatu foetu. 1626.
- De humani corporis Fabrica libri X tabulis aere icisis exornati. Venedig 1627.